# Фотос Політіс
Фотос Політіс (грец. Φώτος Πολίτης, 1890, Афіни — 1934, Афіни) — грецький режисер, перший художній керівник Національного театру Греції (від 1932 року).

## Біографія
Народився у родині грецького етнографа Косми Політіса. Навчався на юридичному факультеті Афінського університету, потім вивчав право в Німеччині. Після поверненням на батьківщину був освіченим театральним критиком у театрі, яким сам управляв, одночасно брав писав поезії, а також сценарії для театральних постановок. Фотос Політіс був активним поборником революції у грецькому театральному мистецтві, де у акторському виконанні переважали пихата декламація та штучний пафос.
1919 року у віці 29 років він адаптував Есхілового «Царя Едіп», головну роль у своїй пєсі Політіс віддав Емілію Веакісу. У 1932 році він став першим режисером Національного театру Греції, і відтоді обертався із великими іменами в театральному співтоваристві і найвідомішими людьми того часу. Що стосувалось репертуару, то тут Політіс був прихильником класики, хранителем якого він залишався усе життя. Цю традицію продовжували наступні режисери Національного театру Ронітірс та Мінотіс.
На знак визнання таланту та вшанування пам'яті великого грецького режисера заснована Премія Фотоса Політіса, якою нагороджуються визначні грецькі режисери.